# Coracornis raveni
Coracornis raveni е вид птица от семейство Pachycephalidae.

## Разпространение
Видът е разпространен в Индонезия.